# Фирке, Леон
Леон Фирке (фр. Léon Firket; 22 ноября 1839, Льеж — 19 мая 1893, Брюссель) — бельгийский альтист, композитор и музыкальный педагог.

## Биография
Учился в Льежской консерватории по классу скрипки Мишеля Адриана Фрера, затем окончил Брюссельскую консерваторию (1861) по классу Юбера Леонара. Играл на скрипке в оркестре театра Ла-Монне и, с 1867 г., на альте в составе придворного квинтета. Одновременно с 1865 г. работал ассистентом в классе скрипки Леонара. В 1877 году стал первым руководителем отдельного класса альта и преподавал в нём до конца жизни; среди его учеников, в частности, Эмиль Ферир. В 1873 году опубликовал учебник игры на альте (фр. La méthode pratique pour alto) — один из наиболее значительных образцов учебной литературы этого периода.